# Tiffin (Ohio)
Tiffin è una località degli Stati Uniti d'America, capoluogo della contea di Seneca, nello Stato dell'Ohio.